# 雲竜渓谷

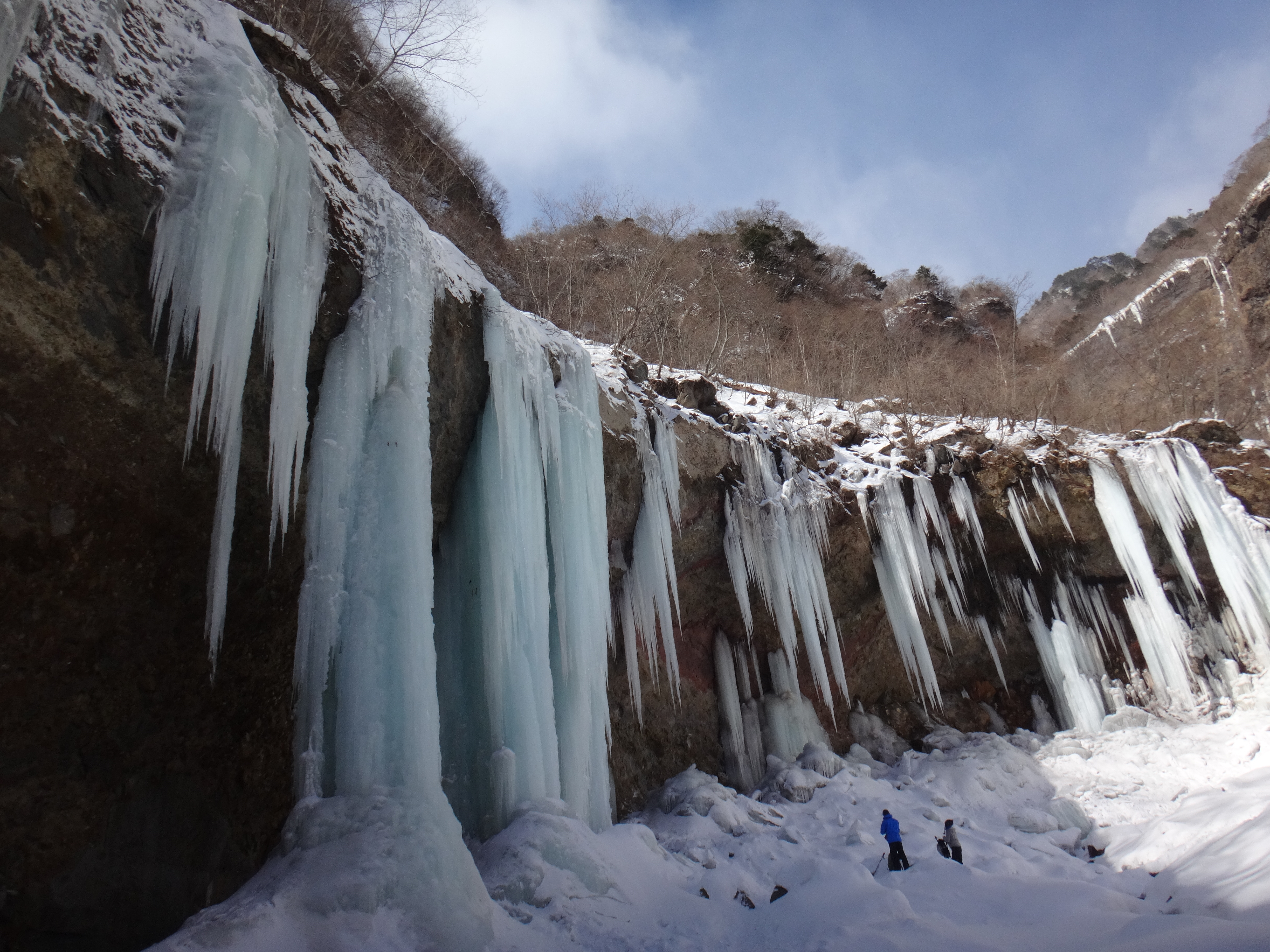
燕岩に現れた巨大氷柱群

雲竜渓谷（うんりゅうけいこく）は、栃木県日光市の女峰山の中腹にある渓谷。日光東照宮の東を流れる稲荷川の源流部である。

## 概要
厳冬期の1月下旬から2月上旬にかけて滝が完全に凍結し、高さ数十メートルの氷柱ができ、「氷の神殿」などと呼ばれる。以前は知る人ぞ知る秘境であったが、『山と渓谷』2011年2月号で紹介されてからは広く知られるようになった。
最奥には雲竜瀑が位置する。雲竜瀑付近は1,400 m前後の標高があって冷え込みやすく、清水が豊富なため、氷瀑に加えてあちこちに無数の氷柱が形成される。そのため、関東でも屈指のアイスクライミングが楽しめる天然のゲレンデとして知られている。また、砂防堰堤管理のための林道が通っていてアプローチしやすいこともあり、氷瀑を見に行くハイカーたちにも人気が高い。

## ギャラリー

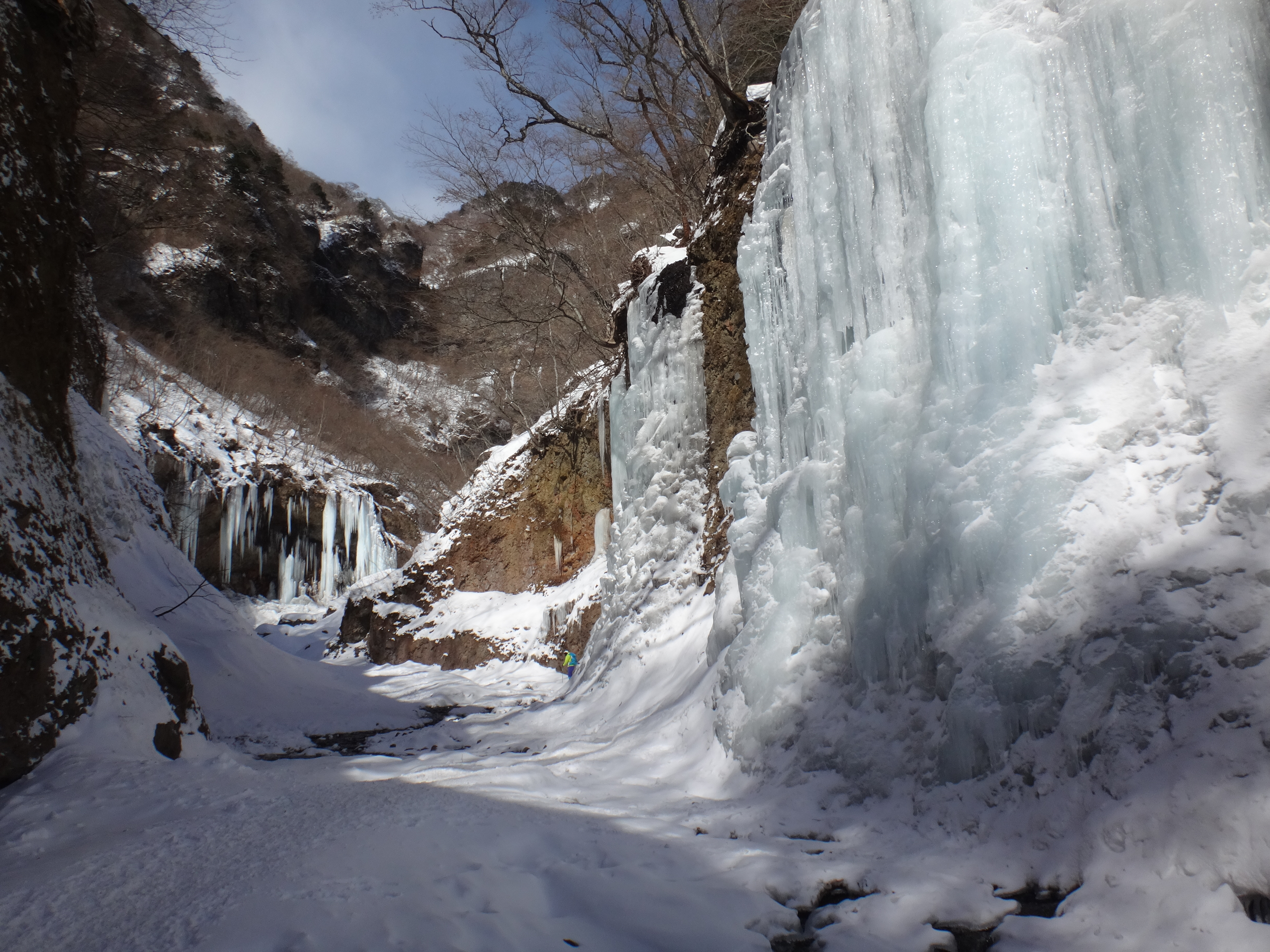
友知らず（雲竜渓谷入り口付近）
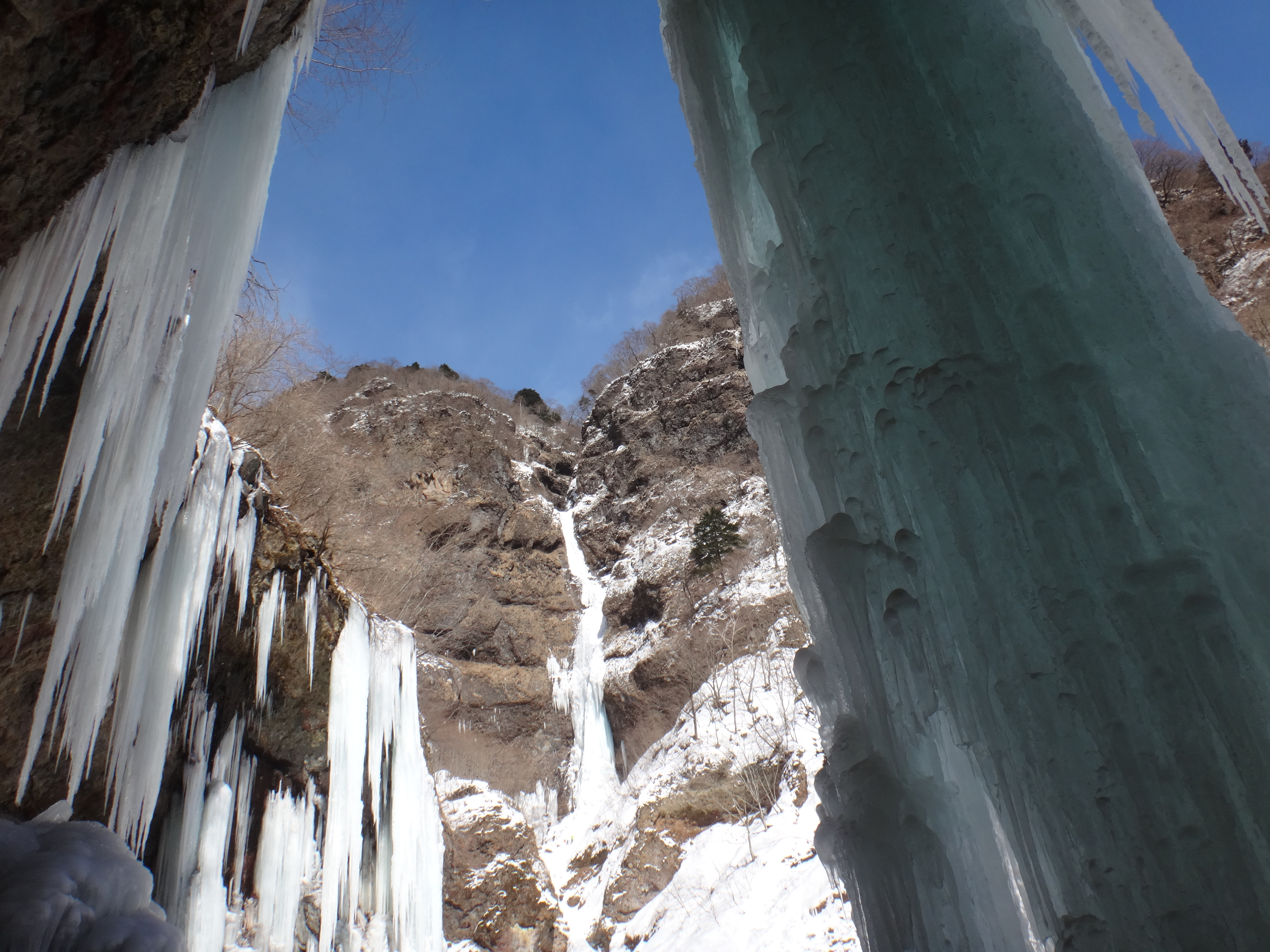
燕岩の氷柱を裏側から見上げる
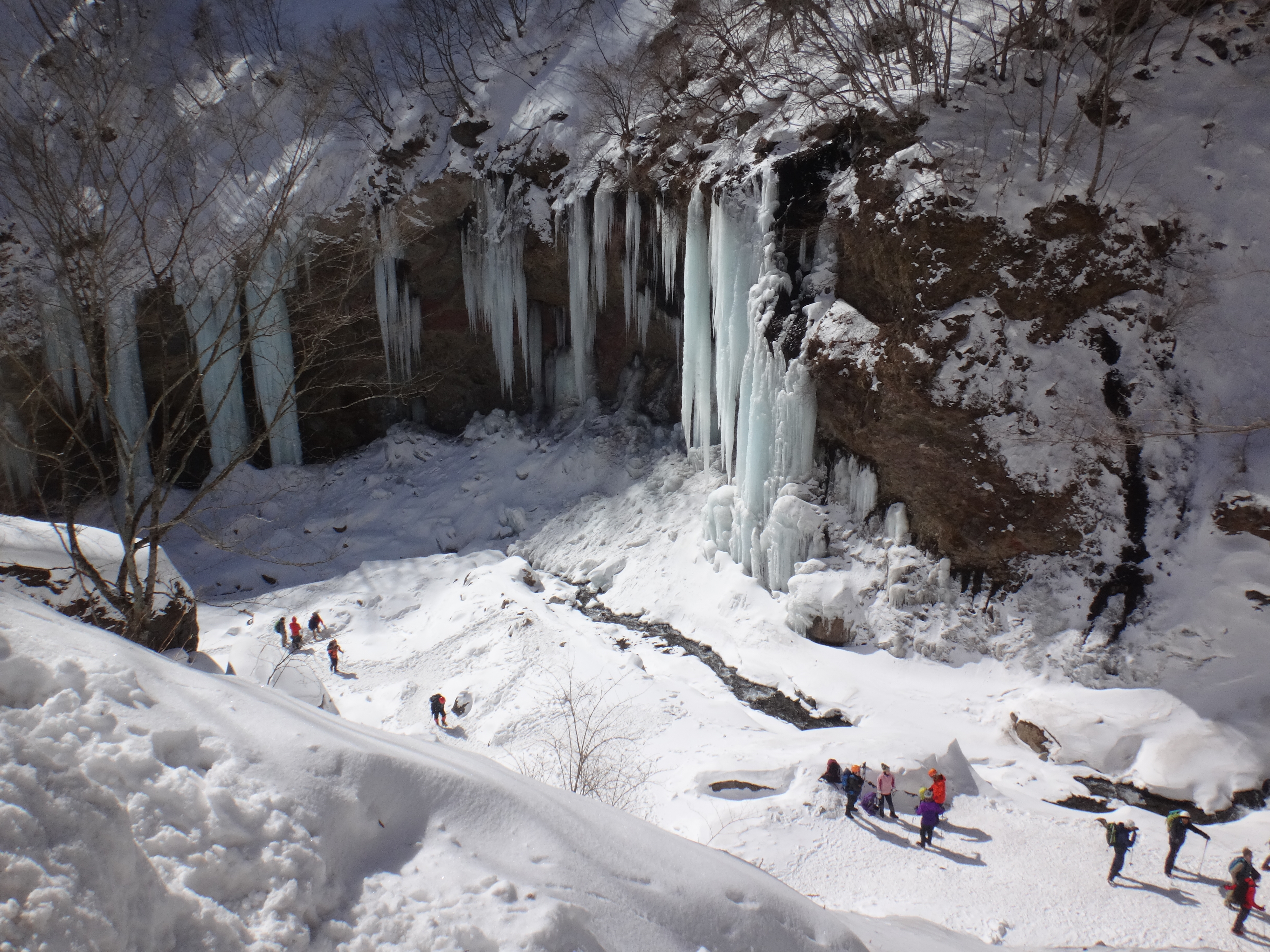
雲竜渓谷を見下ろす場所
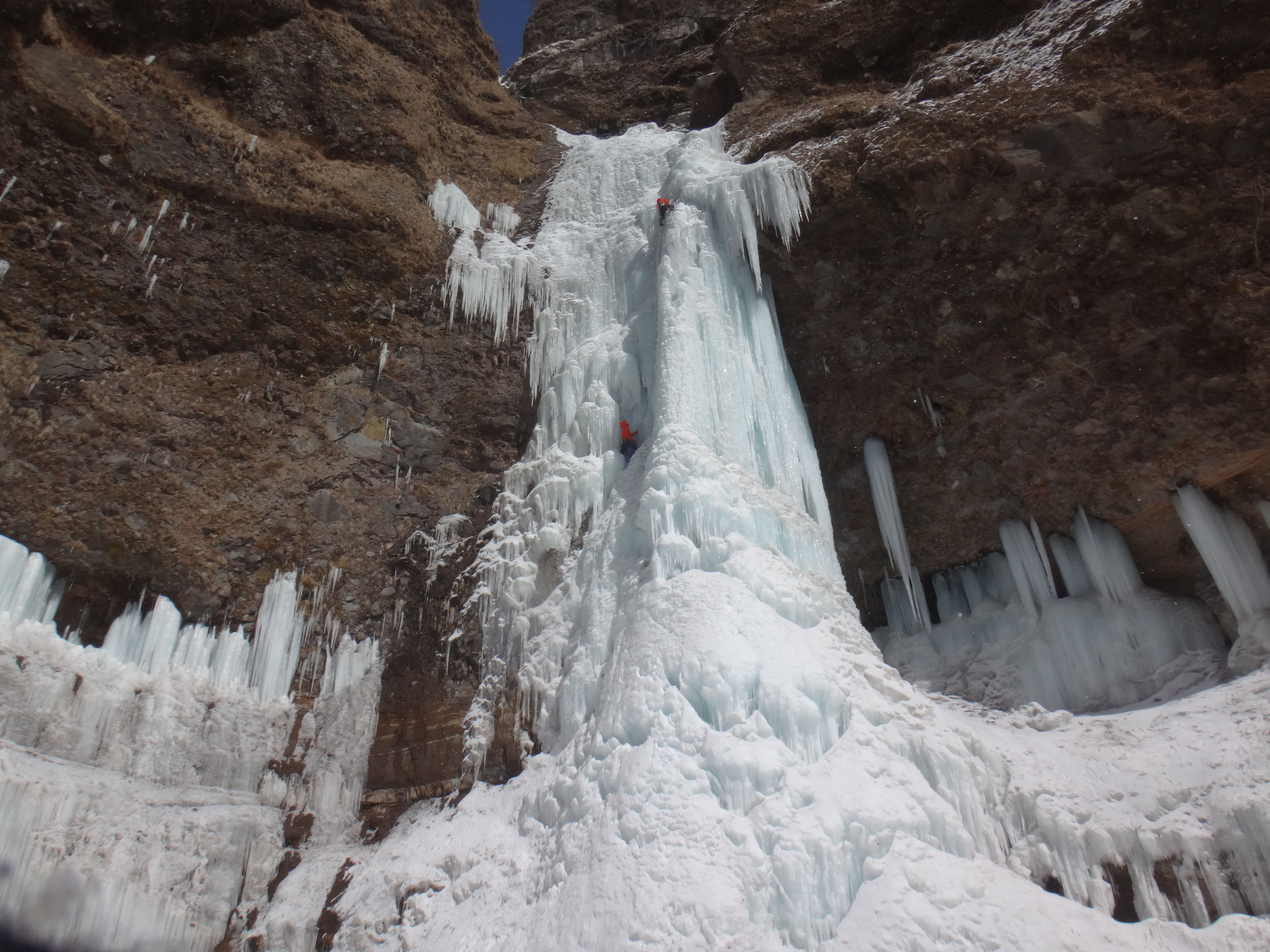
雲竜瀑でのアイスクライミング
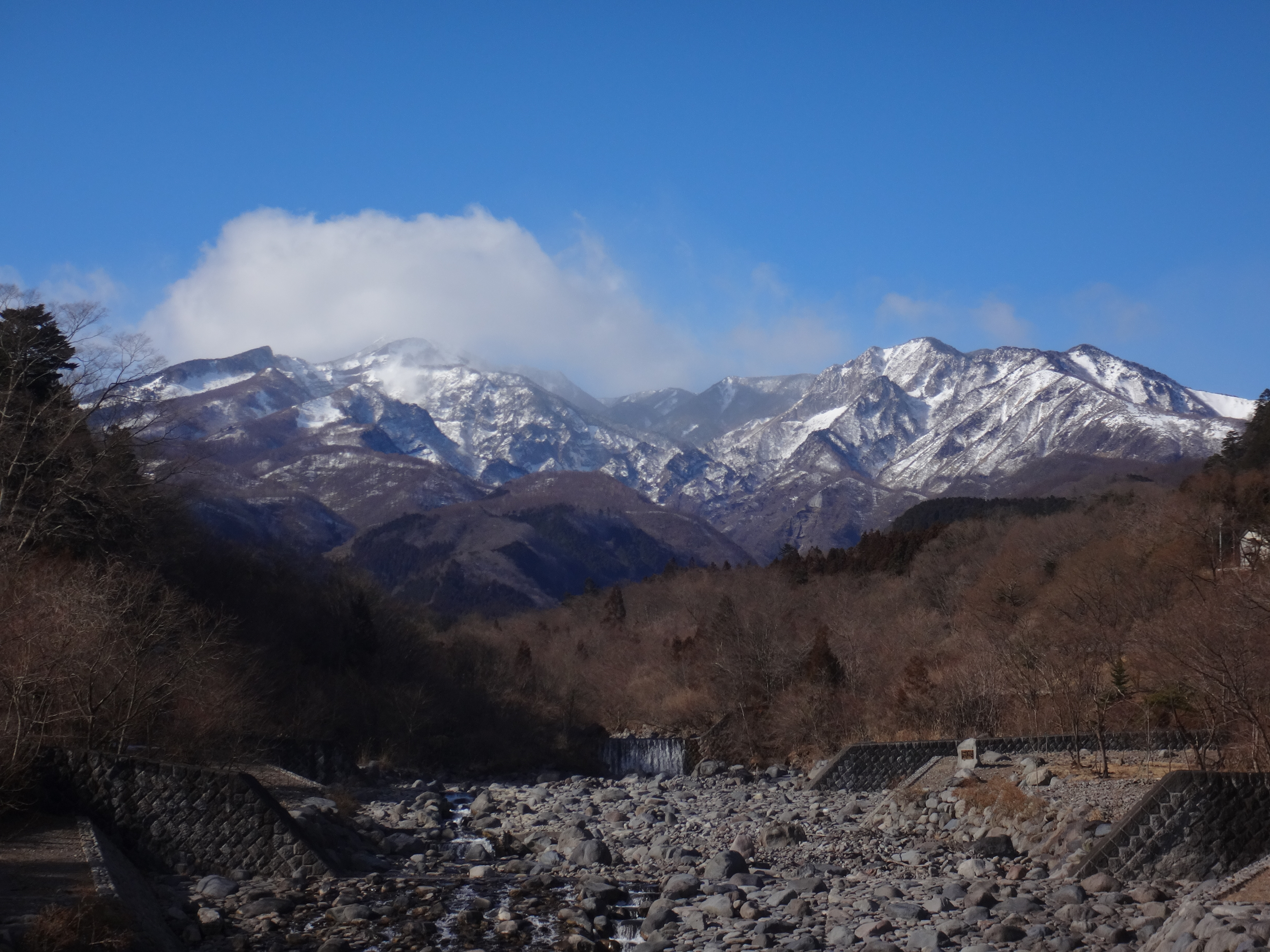
雲竜渓谷を育む女峰山と赤薙山